# کلی ادواردز
کلی ادواردز ورزشکار بریتانیایی (متولد ۹ ژانویه ۱۹۹۰میلادی) است کلی ادواردز در رشته جودو فعالیت دارد.
در سن ۱۹ سالگی در مسابقات جودو اروپا در شهر وین سال ۲۰۱۰میلادی مقام هفتم را کسب کرد.در سال ۲۰۱۱میلادی ادواردز برنده طلا در جام اروپا در مالاگا در زیر ۴۸کیلوگرم و در ۲۰۱۲میلادی در مسابقات قهرمانی اروپا در جام جهانی انگلیس در کراولی دوباره توانست در همین رده طلا گرفت. در ژوئن ۲۰۱۲میلادی ادواردز به عنوان نماینده انگلیس در المپیک ۲۰۱۲میلادی لندن در مسابقات زیر ۴۸ کیلوگرم انتخاب شد.
جدول نتایج جام جهانی
| تاریخ           | نتیجه | رویداد جودو             |
| --------------- | ----- | ----------------------- |
| ۱۹ اکتبر ۲۰۱۳   | ۳     | روم آزاد اروپا          |
| ۲۷ سپتامبر ۲۰۱۴ | ۷     | تالین آزاد اروپا        |
| ۰۴ اکتبر ۲۰۱۴   | ۵     | گلاسکو اوپن اروپا       |
| ۰۸ نوامبر ۲۰۱۴  | ۳     | بندر لوئی آفریقا        |
| ۱۴ نوامبر ۲۰۱۴  | ۲     | Wollongong Open Oceania |
| ۱۷ ژانویه ۲۰۱۵  | ۷     | تونس آزاد آفریقا        |
| ۱۴ مارس ۲۰۱۵    | ۳     | باز کازابلانکا آفریقا   |
| ۱۰ سپتامبر ۲۰۱۶ | ۳     | تالین آزاد اروپا        |
| ۱۵ اکتبر ۲۰۱۶   | ۱     | گلاسکو اوپن اروپا       |
| ۰۴ فوریه ۲۰۱۷   | ۷     | صوفیه آزاد اروپا        |